# Eutelia cistellatrix
Eutelia cistellatrix är en fjärilsart som beskrevs av Hans Daniel Johan Wallengren 1860. Eutelia cistellatrix ingår i släktet Eutelia och familjen nattflyn. Inga underarter finns listade i Catalogue of Life.